# Axiom silného výběru
Axiom silného výběru (též silný axiom výběru či zkráceně (AS), ekvivalentní s axiomem omezené velikosti) je matematické tvrzení z oblasti teorie množin, které je nezávislé při všech obvyklých axiomatizacích této teorie. Často se přidává jako nový axiom, ale ve standardních axiomatizacích jakými jsou Zermelo-Fraenkelova nebo Von Neumann-Gödel-Bernaysova chybí, neboť má mnohé silné (a často nechtěné) důsledky.

## Znění
V Zermelo-Fraenkelově teorii množin (ZF) je nutné pro formulaci axiomu silného výběru rozšířit jazyk této teorie o jeden nový unární funkční symbol {\displaystyle {\mathcal {C}}}. (AS) lze pak formulovat takto: 
{\displaystyle {\mathcal {C}}} je bijekce mezi univerzální třídou {\displaystyle \mathbb {V} } a třídou všech ordinálních čísel {\displaystyle \mathbb {O} }n.
Ve Von Neumann-Gödel-Bernaysově teorii (NBG) lze vystačit s jazykem nerozšířeným při stejné definici.

## Nezávislost
(AS) platí v jednom vnitřním modelu teorie množin, konkrétně v univerzu konstruovatelných množin. Je proto bezesporný s axiomy teorie množin. Protože (AS) implikuje (obyčejný) axiom výběru, plyne z nedokazatelnosti tohoto axiomu nedokazatelnost (AS). Tedy (AS) je nezávislý na axiomech (ZF).

## Některé důsledky
Axiom silného výběru má mnoho silných důsledků, zde jsou některé z nich:
- (obyčejný) axiom výběru
- (v NBG) každé dvě vlastní třídy mají tutéž mohutnost (tj. existuje mezi nimi bijekce) (toto bývá nazýváno axiom omezené velikosti)
- (spolu s axiomem fundovanosti) existuje netriviální elementární vnoření univerza do tranzitivní třídy